# Alvaradoia disjecta
Alvaradoia disjecta är en fjärilsart som beskrevs av W. Warren 1912. Alvaradoia disjecta ingår i släktet Alvaradoia och familjen nattflyn. Inga underarter finns listade i Catalogue of Life.